# Рух за автономію Кабілії

Прапор руха за автономію Кабілії.

Рух за автономію Кабілії (Kabyle Berber: Timanit i Tmurt n Yeqbayliyen) — кабільська політична організація, що вимагає самоврядування для регіону Кабілія. Була заснована Ферхатом Механу, що є після Чорної весни 2001 року президентом уряду Кабілії у вигнанні. 26 серпня 2021 року Алжир видав міжнародний ордер на арешт Ферхата Мехенні.